# Elastisk pendul
 Ikke at forveksle med et fjederpendul.
Et elastisk pendul består af en masse, der hænger i en fjeder, som svinger. Hver for sig giver en lille pendulsvingning og en oscillerende fjeder begge approksimativt simple harmoniske bevægelser, men kombinationen giver et mere kompliceret system. Et eksempel på et elastisk pendul er en person, der svinger i en elastik i forbindelse med elastikspring.

## Modellering
For at modellere pendulet kan det betragtes som et to-dimensionelt system med to frihedsgrader. Fjederen har hvilelængden {\displaystyle l_{0}} og kan strækkes med størrelsen {\displaystyle x}. Pendulets svingningsvinkel er {\displaystyle \theta }. Problemet hører dermed under klassisk mekanik. I det nedenstående er Lagrange-formalismen anvendt, hvor en Lagrange først opstilles, hvorefter Euler-Lagrange-ligningerne kan bruges til at finde bevægelsesligningerne for systemet.

### Lagrangen
En model for det elastisk pendul kan laves med udgangspunkt i systemets Lagrange {\displaystyle L}:
{\displaystyle L=T-V}
hvor {\displaystyle T} er den kinetiske energi, og {\displaystyle V} er den potentielle energi.
Jf. Hookes lov er den potentielle energi i selve fjederen:
{\displaystyle V_{k}={\frac {1}{2}}kx^{2}}
hvor {\displaystyle k} er fjederkonstanten.
Den potentielle energi fra tyngdekraften er derimod bestemt af massens højde. For en given vinkel og udstrækning er den potentielle energi:
{\displaystyle V_{g}=-gm(l_{0}+x)\cos \theta }
hvor {\displaystyle g} er tyngdeaccelerationen.
Den kinetiske energi er givet ved:
{\displaystyle T={\frac {1}{2}}mv^{2}}
hvor {\displaystyle v} er massens fart. For at relatere {\displaystyle v} til de andre variable, skrives farten som en kombination af en bevægelse langs med og vinkelret på fjederen:
{\displaystyle T={\frac {1}{2}}m({\dot {x}}^{2}+(l_{0}+x)^{2}{\dot {\theta }}^{2})}
Lagrangen bliver altså:
{\displaystyle L=T-V_{k}-V_{g}}
{\displaystyle L[x,{\dot {x}},\theta ,{\dot {\theta }}]={\frac {1}{2}}m({\dot {x}}^{2}+(l_{0}+x)^{2}{\dot {\theta }}^{2})-{\frac {1}{2}}kx^{2}+gm(l_{0}+x)\cos \theta }

### Bevægelsesligningerne
Med to frihedsgrader - for {\displaystyle x} og {\displaystyle \theta } - kan bevægelsesligningerne findes vha. to Euler-Lagrange-ligninger:
{\displaystyle {\partial L \over \partial x}-{\operatorname {d}  \over \operatorname {d} t}{\partial L \over \partial {\dot {x}}}=0}
{\displaystyle {\partial L \over \partial \theta }-{\operatorname {d}  \over \operatorname {d} t}{\partial L \over \partial {\dot {\theta }}}=0}
For {\displaystyle x}:
{\displaystyle m(l_{0}+x){\dot {\theta }}^{2}-kx+gm\cos \theta -m{\ddot {x}}=0}
{\displaystyle {\ddot {x}}} isoleres:
{\displaystyle {\ddot {x}}=(l_{0}+x){\dot {\theta }}^{2}-{\frac {k}{m}}x+g\cos \theta }
Og for {\displaystyle \theta }:
{\displaystyle -gm(l_{0}+x)\sin \theta -m(l_{0}+x)^{2}{\ddot {\theta }}-2m(l_{0}+x){\dot {x}}{\dot {\theta }}=0}
{\displaystyle {\ddot {\theta }}} isoleres:
{\displaystyle {\ddot {\theta }}=-{\frac {g}{l_{0}+x}}\sin \theta -{\frac {2{\dot {x}}}{l_{0}+x}}{\dot {\theta }}}
Fjerderpendulet er nu beskrevet med to koblede differentialligninger. Disse kan løses numerisk.
For en lille vinkel kan de trigonometriske funktioner simplificeres, og differentialligningerne bliver da:
{\displaystyle {\begin{aligned}{\ddot {x}}&=(l_{0}+x){\dot {\theta }}^{2}-{\frac {k}{m}}x+g\\{\ddot {\theta }}&=-{\frac {g}{l_{0}+x}}\theta -{\frac {2{\dot {x}}}{l_{0}+x}}{\dot {\theta }}\end{aligned}}}
Det ses, at differentialligningerne reduceres yderligere til henholdsvis et fjederpendul og et matematisk pendul, hvis det første-afledte led fjernes. Det svarer til, at pendulet ikke længere svinger til siden eller ikke er elastisk.